# Дани вина и мерака
Дани вина и мерака је изложбено–продајна манифестација виноградара нишког винарског региона, која се одржава сваке године у месецу фебруару у Нишкој Бањи.

## Програм
- Свечано отварање
- Културно-уметнички програма
- Обилазак штандова вина и виноградара и дегустација вина и ракије
- Обилазак гастро кутка и дегустација националних специјалитета
- Проглашење победника „Дана вина и мерака“ и додела награда[2]

## Историја
Дани вина и мерака се одржавају сваке године почев од 2002. године, поводом Дана виноградара – Светог Трифуна, на шеталишту у Нишкој Бањи.

## Галерија
- Ракија
- Врућа ракија
- Чокањчићи